# Nāder Golī (ort i Iran)
Nāder Golī (persiska: نادرگلی) är en ort i Iran.   Den ligger i provinsen Västazarbaijan, i den nordvästra delen av landet, 500 km väster om huvudstaden Teheran. Nāder Golī ligger 1 543 meter över havet och antalet invånare är 735.
Terrängen runt Nāder Golī är huvudsakligen kuperad, men västerut är den platt.Runt Nāder Golī är det ganska glesbefolkat, med 47 invånare per kvadratkilometer. Närmaste större samhälle är باروق, 8,0 km väster om Nāder Golī. Trakten runt Nāder Golī består i huvudsak av gräsmarker.